# Bhai
 (mars 2025).
Motif : Sources attestant de la notoriété ?
- Archive Wikiwix
- Bing
- Cairn
- DuckDuckGo
- E. Universalis
- Gallica
- Google
- G. Books
- G. News
- G. Scholar
- Persée
- Qwant
- (zh) Baidu
- (ru) Yandex
- (wd) trouver des œuvres sur Wikidata

| 1. | Préciser le motif de la pose du bandeau. | Précisez le motif de la pose du bandeau en utilisant la syntaxe suivante : {{admissibilité à vérifier\|date=mai 2025\|motif=remplacez ce texte par le motif}}             |
| 2. | Informer les utilisateurs concernés.     | Pensez à avertir le créateur de l'article, par exemple, en insérant le code ci-dessous sur sa page de discussion : {{subst:avertissement admissibilité à vérifier\|Bhai}} |

Bhai signifie littéralement frère en punjabi.
Ce mot vient du sanskrit bhrartr, du pali bhaya. Il sert à désigner des sikhs pieux. Ce terme se veut marque de respect. Pour les femmes, il est dit: Bibi. Dans la famille traditionnelle sikhe comme entre deux personnes qui se considèrent sur un pied d'égalité, ce terme bhai peut être employé. Il y a quelques siècles ce mot était utilisé pour désigner un érudit qui occupait une position importante dans la communauté sikhe comme Bhai Bala ou Bhai Gurdas. Aujourd'hui bhai s'applique à n'importe quel responsable, musicien ou enseignant dans un gurdwara, un temple sikh. 